# Relinquo vos liberos ab utroque homine
Relinquo vos liberos ab utroque homine è una locuzione latina che la tradizione vuole sia stata pronunciata da San Marino prima della sua morte, costituendo il fondamento della libertà e indipendenza della Repubblica omonima. Essa, infatti, viene resa in italiano come: vi lascio liberi da ambedue gli uomini, sottintendendo le figure del Papa e dell'Imperatore
Storici come Melchiorre Delfico e Giosuè Carducci hanno sostenuto come la frase, per il suo riferimento ai poteri spirituali e temporali, non poté essere stata pronunciata dal Santo nel IV secolo, ma sia stata tramandata da un agiografo del X o XI secolo. La fonte del Delfico è stata contestata da altri esperti, come l'Aebischer, che trovò la più antica prova della frase in un testo del 1717.
La locuzione è divenuta con il passare dei secoli un motto della Repubblica ed è stata iscritta sulla croce dei cavalieri grand'ufficiali dell'Ordine al merito civile e militare di San Marino.